# (36590) 2000 QG132
2000 QG132 (asteroide 36590) é um asteroide da cintura principal. Possui uma excentricidade de 0.08580560 e uma inclinação de 0.98769º.
Este asteroide foi descoberto no dia 26 de agosto de 2000 por LINEAR em Socorro.